# Gymnothorax miliaris
Gymnothorax miliaris är en fiskart som först beskrevs av Kaup, 1856.  Gymnothorax miliaris ingår i släktet Gymnothorax och familjen Muraenidae. Inga underarter finns listade i Catalogue of Life.